# میلانویل (پنسیلوانیا)
میلانویل (به انگلیسی: Milanville) یک منطقهٔ مسکونی در ایالات متحده آمریکا است که در شهرستان وین، پنسیلوانیا واقع شده‌است. میلانویل ۲۳۰ متر بالاتر از سطح دریا واقع شده‌است.